# Hilaira minuta
Hilaira minuta là một loài nhện trong họ Linyphiidae.
Loài này thuộc chi Hilaira. Hilaira minuta được Kirill Yuryevich Eskov miêu tả năm 1979.